# Villeneuve (Italie)
Pour les articles homonymes, voir Villeneuve.
Villeneuve est une commune de la Vallée d'Aoste, en Italie.

## Géographie
Villeneuve se trouve dans la haute vallée d'Aoste, à une altitude de 640 mètres, à 10 km d'Aoste le long de la route nationale pour Courmayeur et le tunnel du Mont-Blanc. Elle se situe entre la commune de Saint-Pierre et celle d'Arvier, à l'entrée du Valsavarenche et du val de Rhêmes.

Localisation de la commune de Villeneuve à l'intérieur de la Vallée d'Aoste.

En raison de sa position géographique, Villeneuve est le point de départ idéal pour les excursions dans le parc national du Grand-Paradis, aussi bien que pour rejoindre les pistes de ski de fond du Valsavarenche et du val de Rhêmes, avec leurs itinéraires de randonnée le long de la Haute Route no 2.

## Histoire
Chef-lieu au XIIIe siècle du bailliage de la vallée avec la tour du Châtel-Argent.
Villeneuve a été siège cantonal de l'arrondissement d'Aoste, de 1802 à 1814.
Le peintre anglais William Turner réalisa vers 1803, une aquarelle Le Château d’Argent, au-dessus de Villeneuve, Val d’Aoste, avec le mont Émilius, conservée à la Tate Britain à Londres. Elle est basée sur un dessin du carnet de croquis de Grenoble où Turner a voyagé en 1802. Comme l’a observé David Hill, le château d’Argent est vu lorsque Turner s’est approché de Villeneuve depuis la route du Fort Roch. Les tours du château se découpent sur les pentes enneigées du mont Émilie.

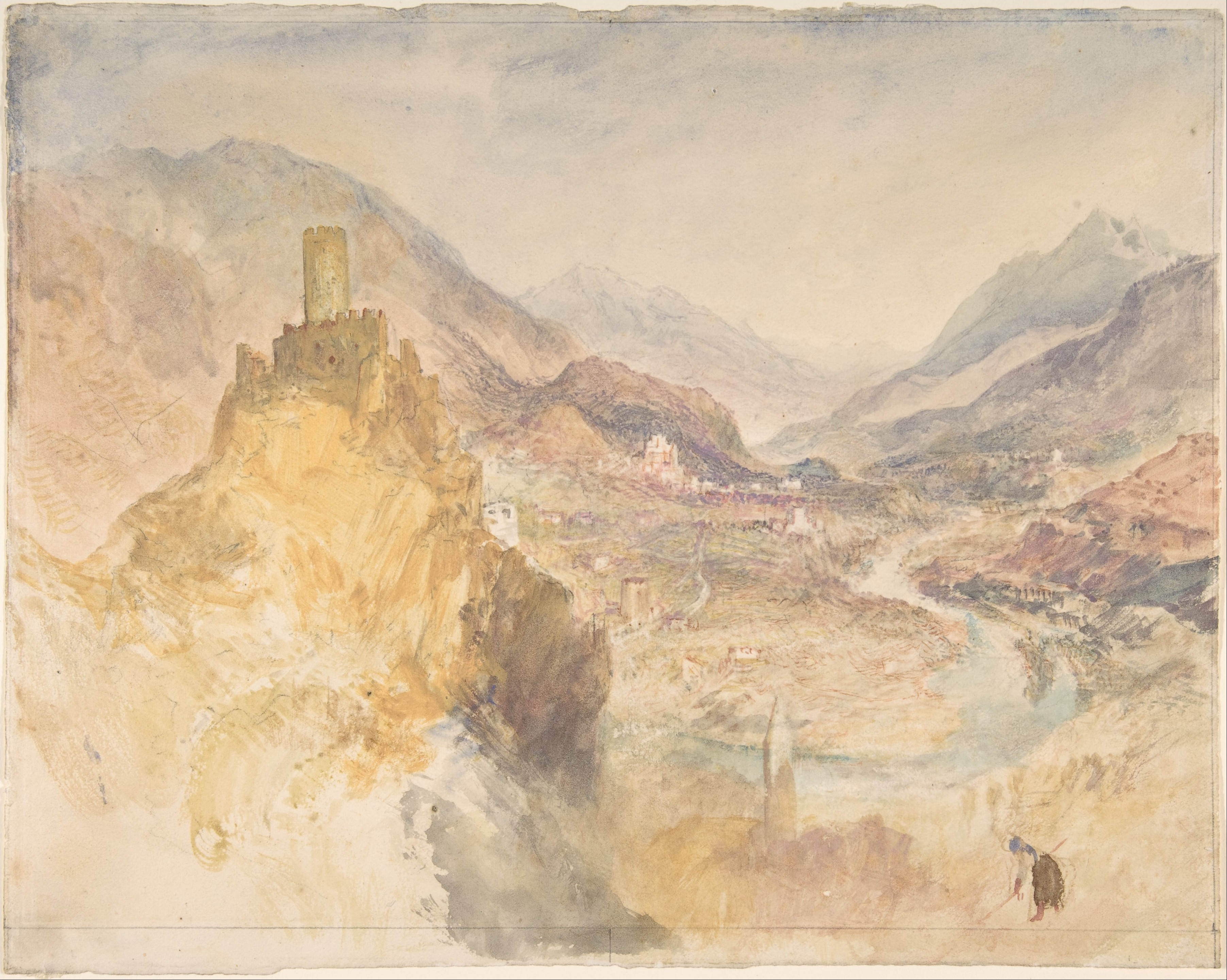
Châtel-Argent et le Val d'Aoste
vu du dessus de Villeneuve
William Turner, 1836
Metropolitan, New York.

Il réalise en 1836 une deuxième aquarelle au-dessus de la route de Saint-Pierre avec l'église Saint-Roch sous le château à gauche. On peut voir au-delà, la rivière, le vieux pont et la ville de Villeneuve, adossés au Val de Rhêmes et au sommet de la Grande Rousse. Elle est conservée au Metropolitan Museum à New York.

### Monuments et lieux d'intérêt
- L'ancienne église Notre-Dame-de-l'Assomption, près du cimetière, est l'un des exemples les plus anciens d'architecture romane au Val d'Aoste ;
- Sur l'éperon rocheux qui domine le bourg, la tour cylindrique du Châtel-Argent et la chapelle Sainte-Colombe ;
- La tour Colin (ou Maison forte Gontard), près du pont sur la Doire Baltée, le long de la Route nationale 26 près du hameau La Crête ;
- Au cimetière, le tombeau de famille d'Émile Chanoux ;
- L'église paroissiale Notre-Dame-de-l'Assomption sur la place du bourg ;
- Une maison du XVe siècle, rue Jean-Baptiste Cerlogne ;
- En localité Champrotard, la Maison Carmagne ;
- En localité Martinet se trouvent les ruines d'une fonderie datant du XIXe siècle avec un haut-fourneau de 12 mètres de haut. Ici le minéral provenant des mines de Cogne était travaillé. La fonderie a atteint son développement majeur sous la propriété des frères Gervasone, lorsqu'elle comptait 100 salariés environ. La fontaine en fer sur place Émile Chanoux à Cogne, voulue par le syndic César-Emmanuel Grappein, a été fondue ici.
- Gare de Villeneuve

## Personnalités liées à Villeneuve
- L'abbé Auguste Petigat (1885-1958) - religieux, écrivain et journaliste auprès de la communauté des émigrés valdôtains à Paris ;
- Marius Thomasset - poète en patois valdôtain.

## Économie
À Villeneuve, place Émile Chanoux, se situe le siège de l'unité des communes valdôtaines du Grand-Paradis.

## Fêtes, foires
- La Fiha di barmé, titre en francoprovençal valdôtain villeneuvein signifiant en français Fête des barmets, lorsque les viticulteurs-encaveurs locaux ouvrent leurs barmets pour goûter les produits traditionnels et les vins locaux, le 15 août.

## Administration
| Période                                  | Période     | Identité             | Étiquette     | Qualité  |
| ---------------------------------------- | ----------- | -------------------- | ------------- | -------- |
| 1990                                     | 24 mai 2010 | Clemente Dupont      |               | Syndic   |
| 24 mai 2010                              | 11 mai 2015 | Roberta Quattrocchio | Liste civique | Syndique |
| 11 mai 2015                              | En cours    | Bruno Jocallaz       |               | Syndic   |
| Les données manquantes sont à compléter. |             |                      |               |          |

### Hameaux
Arbonne, Balmet, Les Banquettes, Le Borgognon, Bertolaz, Le Bruillen, Champagne, Champagnole, Champleval-dessus, Champleval-du-milieu, Champleval-dessous, Champlong-dessus, Champlong-L'Olaz, Champlong-Martignon, Champlong-Rosaire, Champlong-Vaillon, Champrotard, Chavonne, La Cloutraz, Condé, La Côte, La Crête, Croix-Blanche, Cumiod, Le Glair, Montovert, L'Outre-Pont, La Parisiaz, Perranche, Plorayé, Pognon, Saburey-dessus, Saburey-dessous, Saint-Roch, Véreytod.

### Communes limitrophes
Arvier, Aymavilles, Introd, Saint-Nicolas, Saint-Pierre, Valsavarenche

## Jumelages
- Aigueblanche (France)

## Galerie de photos

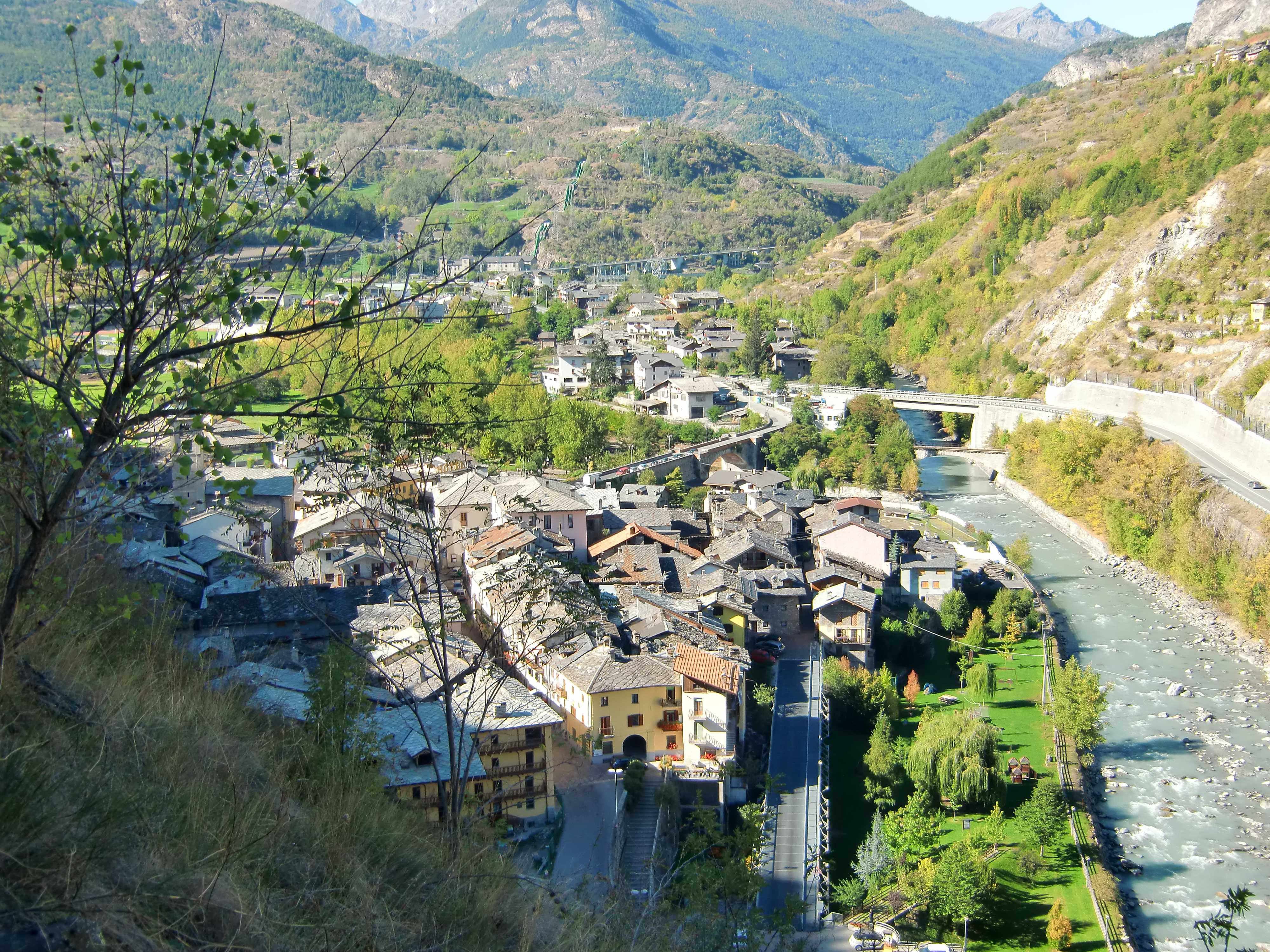
Vue du bourg de la colline du Châtel-Argent.
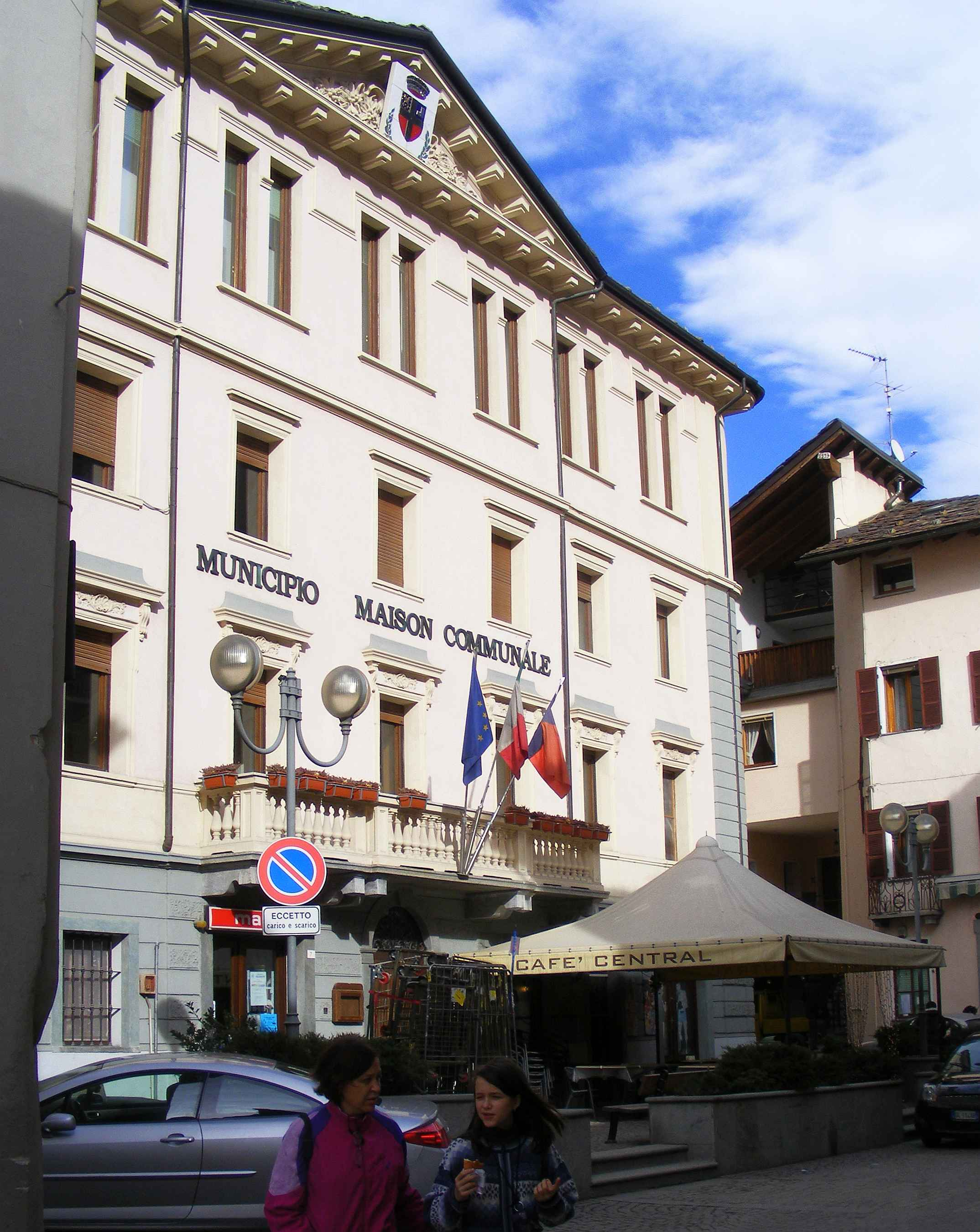
La maison communale.
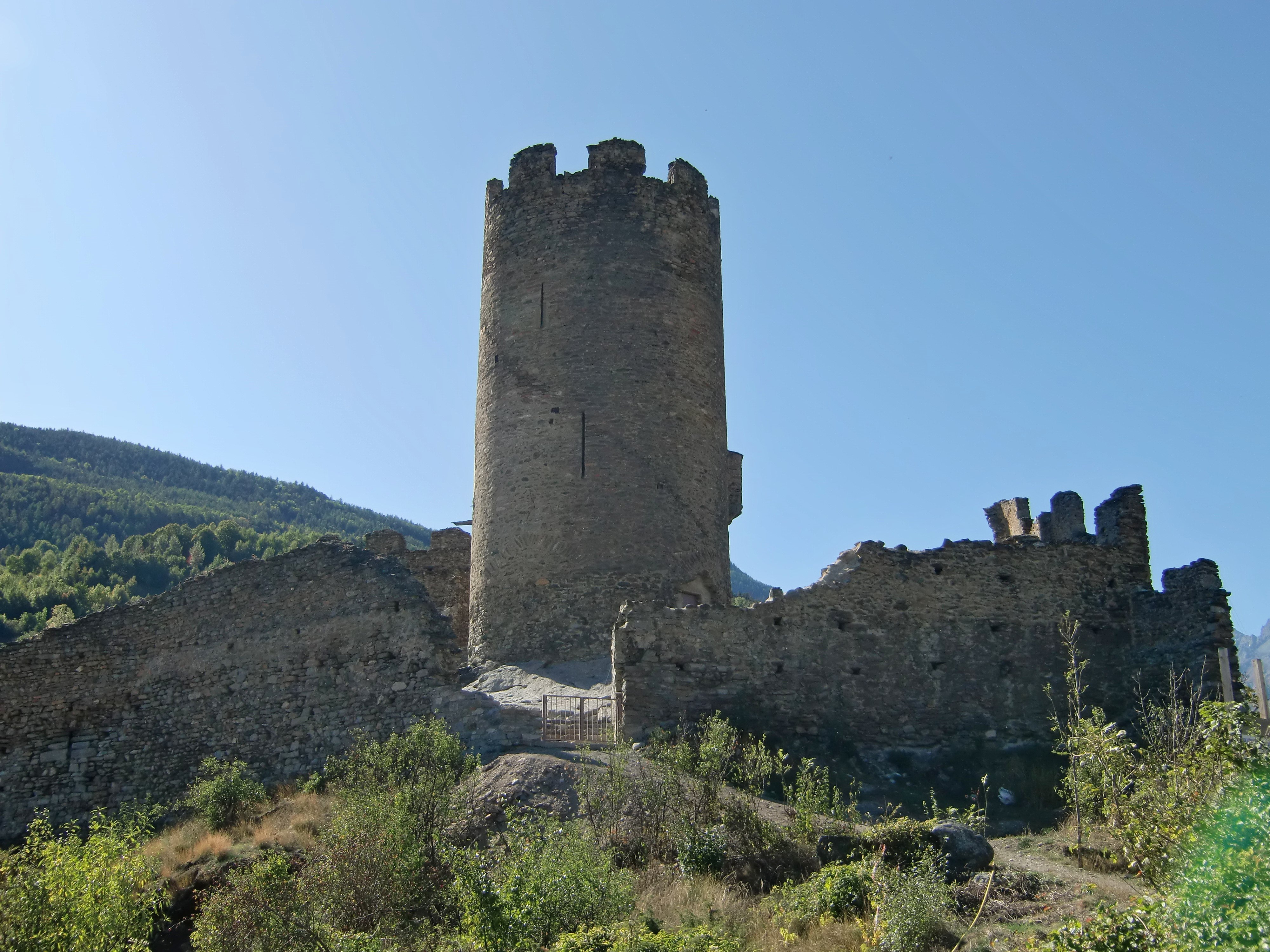
Châtel-Argent.
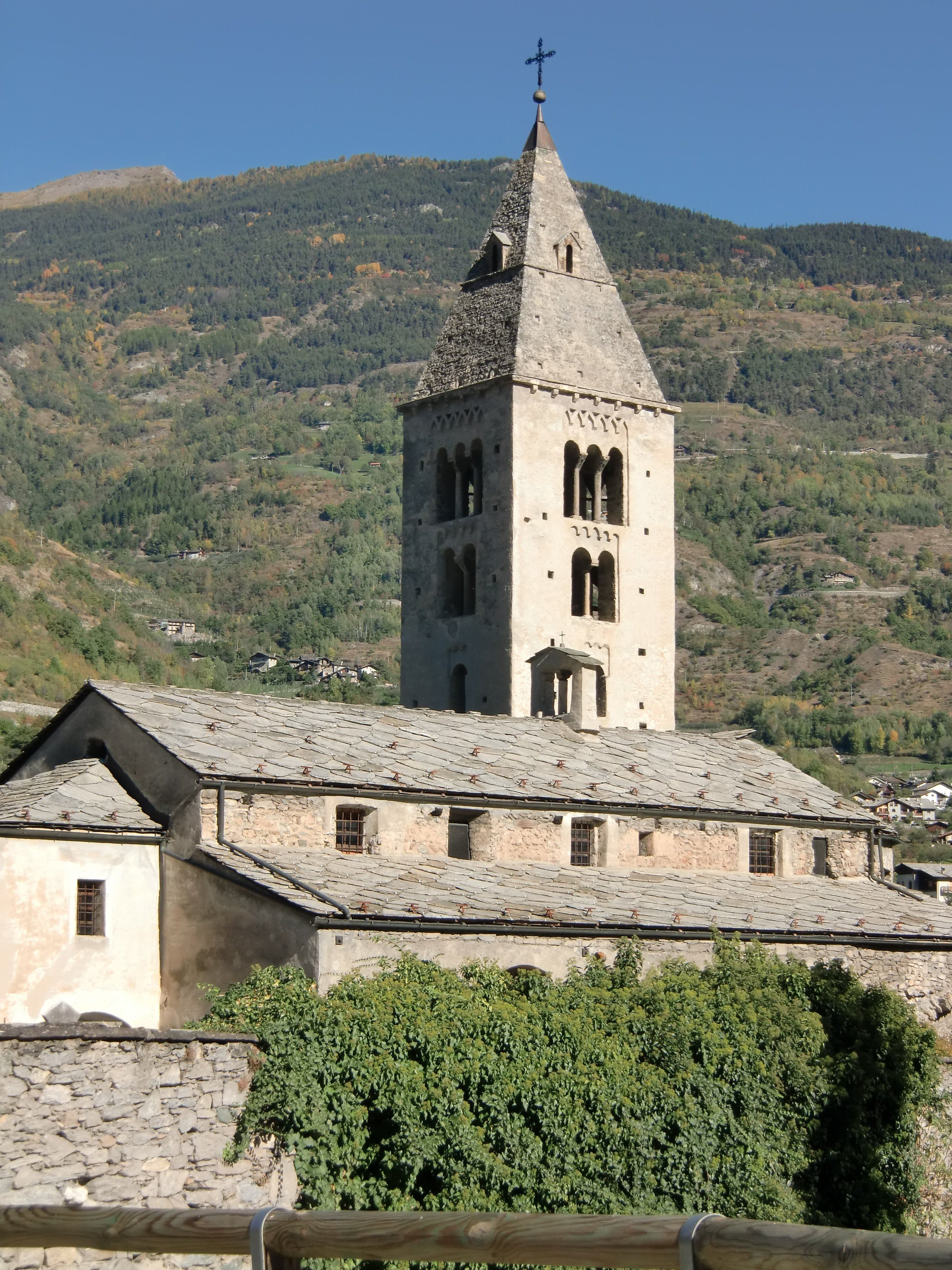
L'église du cimetière, dédiée à Notre-Dame de l'Assomption.